# Nyabvallen
Nyabvallen (do 2019 roku Skogsvallen) – wielofunkcyjny stadion w mieście Luleå, w Szwecji. Obiekt może pomieścić 5000 widzów. Swoje spotkania rozgrywają na nim piłkarze klubu IFK Luleå.
Na stadionie rozegrano jedno spotkanie seniorskich piłkarskich reprezentacji narodowych, 22 sierpnia 1965 roku na tym obiekcie w ramach Mistrzostw Nordyckich zagrały ze sobą drużyny Szwecji i Finlandii (2:2). W sezonie 1971 grający na tym obiekcie piłkarze klubu IFK Luleå występowali w Allsvenskan. Luleå jest jak dotąd najbardziej na północ wysuniętym miastem w Szwecji, które gościło rozgrywki piłkarskie na najwyższym poziomie ligowym. Od 1 stycznia 2020 roku, po podpisaniu umowy sponsorskiej z firmą NYAB, obiekt nosi nazwę Nyabvallen (wcześniej stadion nazywany był Skogsvallen).